# 라한호텔
라한호텔(영어: Lahan Hotels)는 대한민국의 호텔 브랜드이다. 현대중공업그룹 계열사였다가 경영개선 계획에 따라 2017년 사모펀드인 한앤컴퍼니에 매각되었다. 울산, 경주, 목포(영암),포항에 호텔을 운영 중이다.

## 지점

### 호텔현대 바이라한 울산
1983년 1월 1일 舊 울산 다이아몬드 호텔을 인수해 개관하였다. 지하 1층, 지상 11층 규모로 258실의 객실과 4개의 식음업장과 3개의 연회장 등 부대시설을 갖추고 있다. 인근에 현대중공업과 현대백화점 동구점이 위치해 있다.
- 소재지 : 울산광역시 동구 방어진순환도로 875

### 라한셀렉트 경주
1992년 7월 4일 경주 보문관광단지에 개관하였다가, 2019년에 노후화로 인해 2020년 4월30일에 새롭게 재개관 했다. 경주 보문관광단지 내 호텔 중 최대 규모이다.
- 소재지 : 경상북도 경주시 보문로 308

### 라한호텔 포항
- 소재지 : 경상북도 포항시 북구 삼호로 265, 1

### 호텔현대 바이라한 목포
2006년 8월 16일에 개관하였으며, 객실 208실 규모의 4개의 레스토랑 등 부대시설을 갖추고 있다. 인근에 코리아 인터내셔널 서킷이 위치하고 있는 것이 가장 큰 특징이다.
- 소재지 : 전라남도 영암군 삼호읍 대불로 91

### 라한호텔 전주
- 소재지 : 전북특별자치도 전주시 완산구 기린대로 85

## 옛 지점

### 씨마크 호텔(SEAMARQ HOTEL)
1971년 7월 23일 舊 동해관광호텔을 인수해 개관하였다. 앞에 경포 해수욕장을 비롯한 동해 바다와, 뒤엔 석호인 경포호의 전망이 보이는 것이 특징이다. 2013년 시설 노후화 등으로 인해 호텔 재건축에 들어갔으며, 2015년 6월 26일에 씨마크 호텔로 이름을 바꿔 재개관하였다. 특히, 호텔은 건축계 노벨상으로 불리는 프리츠커 상 수상자 리처드 마이어가 설계했다. 현대호텔 매각 때 씨마크호텔은 포함하지 않고 현대중공업이 계속 소유하게 되었다.
- 소재지 : 강원도 강릉시 해안로406번길 2

### 호텔현대 블라디보스톡
1997년 8월 25일에 개관하였으며, 호텔 현대가 최초로 해외에 오픈한 지점이다. 2017년 롯데호텔에 매각되었다.